# Saint-Félix (Alta Saboya)
 Saint-Félix  es una población y comuna francesa, en la región de Auvernia-Ródano-Alpes, departamento de Alta Saboya, en el distrito de Annecy y cantón de Alby-sur-Chéran.

## Demografía
| 950 | 1080 | 1190 | 1224 | 1356 | 1617 |
| Para los censos de 1962 a 1999 la población legal corresponde a la población sin duplicidades (Fuente: INSEE [Consultar]) |      |      |      |      |      |